# Portal (videogioco 2007)
Portal è un videogioco rompicapo in prima persona, sviluppato da Valve Corporation. Il gioco è stato pubblicato dalla stessa azienda nella raccolta The Orange Box nell'ottobre 2007 per Microsoft Windows e Xbox 360, e per PlayStation 3 l'11 dicembre 2007. La versione per Windows è anche acquistabile separatamente attraverso il sistema di distribuzione Steam, mentre è arrivata sugli scaffali dei negozi come titolo singolo a partire dal 9 aprile 2008. Il 3 maggio 2013 è stata inoltre distribuita la prima beta per Linux.
Il gioco è stato realizzato da una squadra di persone che si era messa in mostra con Narbacular Drop, un progetto universitario dotato della medesima idea di base: gli autori, notati da Valve, sono stati assunti in blocco per la realizzazione di Portal.
È stato acclamato come uno dei giochi più originali di tutto il 2007, nonostante la relativa brevità; ha ricevuto molti riconoscimenti per il suo gameplay unico, per la sua storia ricca di humor nero (creata con l'assistenza di Erik Wolpaw e Chet Faliszek), per il personaggio di GLaDOS (doppiato da Ellen McLain), e per la canzone finale dei titoli di coda, Still Alive (scritta da Jonathan Coulton appositamente per il gioco).

## Trama
La trama di Portal viene rivelata al giocatore attraverso dei messaggi audio di GLaDOS, e con la visita di alcune stanze laterali accessibili nei livelli finali. Secondo The Final Hours of Portal 2, gli eventi accadono "circa nel 2010" — dodici anni dopo l'abbandono del complesso. Il gioco comincia con Chell che si risveglia da un letto e ascolta le istruzioni e gli avvisi di GLaDOS a proposito dell'incombente esperienza di test. Questa parte del gioco si svolge in distinte camere di test che si susseguono in sequenza e introducono il giocatore alle meccaniche di gioco. Gli avvisi di GLaDOS non servono solo ad aiutare ed istruire Chell durante il gioco, ma creano anche un'atmosfera particolare, e sviluppano l'IA come un personaggio importante della storia. Durante questa porzione del gioco, GLaDOS promette a Chell una torta nel caso in cui riesca a completare tutte le camere di test.
Chell procede attraverso le stanze vuote del Centro di Arricchimento, interagendo unicamente con GLaDOS. Durante il corso del gioco, si può intuire che gli intenti di GLaDOS siano più sinistri di come può suggerire il suo tono di voce; d'altro canto è stata progettata per apparire incoraggiante e disponibile. Le azioni e i discorsi di GLaDOS suggeriscono diffidenza e malizia nei confronti del soggetto dei test. Le camere di test diventano man mano più pericolose, e addirittura GLaDOS conduce Chell attraverso un "poligono di tiro interattivo disegnato per androidi militari", giustificandosi col fatto che la normale camera di test fosse in riparazione. In un'altra camera, GLaDOS sottolinea la fedeltà e l'importanza del "Cubo da Compagnia", un grosso cubo d'acciaio con un cuore rosa disegnato, nell'aiutare Chell nel completamento della stanza, ma afferma anche che "sfortunatamente deve essere eutanasiato" in un "inceneritore intelligente di emergenza" prima che Chell possa continuare. Alcune camere (come il poligono interattivo citato prima) possono includere torrette automatiche dotate di voci infantili che aprono il fuoco su Chell, per poi diventare gentili dopo essere state disabilitate ("Non ti do la colpa", "Nessun cattivo sentimento").
In alcune aree "nascoste" delle stanze che Chell attraversa sono visibili dei graffiti, forse lasciati da precedenti soggetti dei test, che possono aiutare nella soluzione dei rompicapi e che fanno intuire che anche in caso di esito positivo il test non si concluderà con il premio promesso (è ricorrente la frase The cake is a lie; "la torta è una bugia"). Secondo un breve fumetto pubblicato dalla Valve, tali graffiti sarebbero stati disegnati da Doug Rattmann, uno scienziato della Aperture, fra i pochi ad essere sopravvissuti a GLaDOS, rimasto nascosto nella struttura e diventato mentalmente instabile.
Dopo che Chell completa la camera di test finale, GLaDOS si congratula con lei mentre la piattaforma su cui si trova comincia scivolare verso una grossa fornace che dovrebbe incenerirla. Mentre quest'ultima afferma che "tutti gli apparati tecnologici Aperture continuano a lavorare in sicurezza sino a "4000 kelvin", Chell fugge grazie alla pistola portale e si fa strada attraverso le aree di manutenzione nel centro. In questa sezione, GLaDOS continua a mandare messaggi a Chell, rendendo più chiaro il fatto che GLaDOS possa essersi corrotta e possa aver addirittura ucciso tutte le persone presenti nel centro, o che non ve ne fossero proprio dall'inizio del gioco.
Chell continua a proseguire il suo viaggio attraverso le aree di manutenzione e gli uffici vuoti al di là delle camere di test già visitate. Ora, invece della voce guida di GLaDOS, il giocatore segue dei graffiti che indicano la giusta direzione da seguire. Queste aree "dietro le quinte" (alcune delle quali sono visitabili anche nei livelli precedenti), che appaiono in estremo abbandono, lasciano un forte contrasto con le precedenti camere di test, dotate di un aspetto moderno e asettico. I messaggi dei graffiti includono frasi come "the cake is a lie" ("La torta è una bugia") "she is watching you" (lei ti guarda), generiche richieste di aiuto e citazioni dal poema The Chariot di Emily Dickinson e da The Reaper and the Flowers di Henry Wadsworth Longfellow, che fanno riferimento alla morte del Cubo da Compagnia.
GLaDOS tenta di dissuadere Chell dal procedere nel suo cammino, minacciandola di pericoli o danni fisici e usando false affermazioni per convincerla che sta procedendo nella direzione sbagliata. Alla fine, Chell raggiunge una grossa stanza dove sono collocati i macchinari che compongono l'IA, appesi al soffitto. GLaDOS continua a tentare di convincere Chell a desistere dalla sua fuga, ma durante il suo discorso uno dei suoi chip cade. Chell lo getta in un inceneritore e GLaDOS rivela che quello che ha appena distrutto era il suo "apparato della moralità", che gli impiegati della Aperture le avevano installato dopo che aveva inondato il centro con una neurotossina mortale, e continua affermando che ora nulla è possibile per impedirle di farlo ancora. Immediatamente GLaDOS comincia ad espellere la neurotossina, e un conto alla rovescia di sei minuti parte sugli schermi. Chell distrugge uno ad uno gli altri suoi chip buttandoli nell'inceneritore, e dopo aver buttato l'ultimo un errore critico del computer fa disintegrare la stanza e GLaDOS stessa, facendo esplodere tutto fin sulla superficie. Chell atterra all'esterno dell'entrata della struttura, nel mezzo dei parcheggi, assieme a parecchi rottami di GLaDOS, probabilmente morta. Il giocatore fa giusto in tempo a vedere una piccola porzione dell'ambiente circostante da una posizione distesa per terra, mentre una voce robotica si avvicina a Chell dicendo "Grazie per aver assunto la posizione di sottomissione al personale"; poi lo schermo si oscura.
La scena finale, dopo un lungo e veloce zoom attraverso i cunicoli della struttura di ricerca, mostra un grosso mucchio di scaffali attorno ad una torta di cioccolato e ad un Cubo da Compagnia. Gli scaffali contengono vari chip metallici, simili ai componenti di GLaDOS, alcuni dei quali si accendono subito prima che un braccio robotico scenda e spenga la candelina accesa sopra la torta. Subito la luce si spegne del tutto e seguono i titoli di coda, accompagnati dalla canzone Still Alive.

## Modalità di gioco
In Portal il giocatore controlla, da una prospettiva in prima persona, una donna muta della quale non si conosce nulla se non il nome, Chell, e il fatto che è orfana. È spinta a procedere attraverso una serie di stanze da una voce sintetizzata, appartenente ad una intelligenza artificiale di nome "GLaDOS", che sembra gestire il luogo in cui il giocatore si trova, un grosso complesso di ricerca.
Nonostante il personaggio del giocatore sia equipaggiato di appendici meccanizzate alle caviglie che le evitano di farsi male durante le cadute, può essere sempre uccisa da svariati pericoli presenti nelle camere di test, come torrette automatiche o liquami tossici. Può anche essere colpita da oggetti caduti attraverso i portali, e da una serie di enormi pistoni che possono schiacciarla durante alcuni livelli. A differenza degli sparatutto in prima persona, genere con cui Portal condivide unicamente la visuale, non vi è nessun meccanismo di punti ferita, semplicemente il personaggio muore se subisce troppo danno in un breve lasso di tempo, ma non viene minimamente influenzato da piccole quantità di danni nel lungo periodo.

### Pistola Portale
La "Pistola Portale" (meglio conosciuta come "Portal Gun") è l'unica "arma" a disposizione del giocatore, viene portata sul braccio come fosse un fucile, e permette di creare due distinti portali, uno arancione ed uno blu. Non vi è differenza fra loro se non nel colore, e nessuno dei due è strettamente l'entrata o l'uscita; tutti gli oggetti che entrano in un portale fuoriescono dall'altro, senza variazione nella quantità di moto.
Quest'arma permette numerosi approcci alla soluzione dei rompicapi delle varie camere di test. Nella prima anteprima di Portal, GameSpot sottolineò come le soluzioni possibili per ogni rompicapo fossero numerosissime, e che il gameplay "è ancora più pazzo, e i disegni all'ingresso di ogni stanza suggerisce alcune cose pazzesche che si possono tentare". Essa non è disponibile subito al giocatore, che inizia il gioco disarmato, e può raccoglierla solo qualche livello più tardi, ma con una sola modalità di fuoco disponibile, il solo portale blu. La possibilità di lanciare anche portali arancioni viene poi raggiunta più avanti.

### Caratteristiche dei portali
Il comportamento dei portali è il fulcro e la particolarità dell'intero gioco. I portali creano una connessione fisica e visiva tra due differenti luoghi nello spazio tridimensionale. I terminali sono possibili solo su superfici piane, ma se i portali sono collocati su superfici non parallele, si possono verificare situazioni bizzarre per quanto riguarda la geometria e la gravità, e se il giocatore li attraversa viene immediatamente riallineato in piedi rispetto alla gravità presente al di fuori del secondo portale.

Schema che mostra come i portali mantengano il modulo della quantità di moto, ma non la direzione relativa.

 Un'importante caratteristica dei portali è la capacità di reindirizzare la quantità di moto: gli oggetti mantengono la loro velocità mentre attraversano i portali, ma la loro direzione viene alterata in base all'orientamento del portale di uscita. Questo permette al giocatore di lanciare oggetti (o egli stesso) attraverso grandi distanze, sia verticali che orizzontali, con delle manovre che gli sviluppatori Valve chiamano "flinging".
Se un portale dello stesso colore viene creato successivamente, il portale precedente scompare. Non tutte le superfici inoltre possono essere utilizzate per creare portali, ma un tentativo fallito in questo senso non causerà nessun effetto sui portali preesistenti. Chell ha la capacità di raccogliere oggetti, nonostante possa a malapena lanciarli a poca distanza da sé. Questi oggetti (i "Cubi di Archiviazione Pesanti" o il "Cubo da Compagnia"), dei cubi di grosse dimensioni, possono essere utilizzati per mantenere premuti dei larghi bottoni rossi presenti sul pavimento, che aprono porte o attivano piattaforme semoventi; ovviamente questi cubi devono essere spostati spesso durante il gioco attraverso i portali, per permettere al giocatore di raggiungere obiettivi altrimenti impossibili perché troppo lontani o pericolosi.
Vi sono infine delle barriere chiamate "Griglie di Emancipazione" o "fizzlers", come descritte nel commento audio del gioco presenti alla fine di tutte le camere di test: queste barriere impediscono al giocatore di portare con sé questi oggetti oltre la fine del livello, smaterializzandoli al solo contatto; impediscono inoltre di creare portali tra un livello e l'altro, disattivandoli al passaggio del giocatore e impedendone la creazione attraverso di esse stesse. Queste barriere sono presenti anche in altri punti del gioco, come ostacolo alla soluzione.

### Modalità aggiuntive
Due modalità di gioco aggiuntive vengono sbloccate durante il completamento di quella normale; queste due modalità spingono il giocatore a trovare soluzioni alternative per ogni stanza di test. Le Mappe Sfida sono sbloccate circa a metà della modalità normale, e le Camere Avanzate vengono invece sbloccate al completamento del gioco.
Nella modalità Sfida, i livelli devono essere rieseguiti con l'aggiunta di un obiettivo secondario, quale il completamento nel minor tempo possibile, col minor numero di portali, o con il minor numero di passi. Nella modalità Avanzata invece, alcuni livelli sono ricostruiti e resi più complessi delle versioni originali, con l'aggiunta di ulteriori ostacoli o pericoli (per esempio, le torrette sono protette da gabbie che le circondano, impedendone la disattivazione).
Come molti altri videogiochi realizzati con il Source engine a partire da Half-Life 2, Portal può essere giocato in modalità commento: in questa modalità icone speciali appaiono lungo il percorso del giocatore e, una volta attivate, permettono di ascoltare brevi commenti degli sviluppatori del gioco, che spiegano come esso è stato realizzato, pensato e testato.

## Ambientazione
Il gioco si svolge all'interno del "Centro di Arricchimento di Aperture Science", parte dei laboratori della "Aperture Science". Le informazioni su questa società provengono quasi totalmente dal sito internet realizzato dalla Valve.

### Aperture Science

Logo della Aperture Science

Secondo il sito della Aperture Science, la compagnia è stata fondata nel 1953 da Cave Johnson con il solo obiettivo di produrre tende da doccia per l'esercito degli Stati Uniti. Dopo però esser diventato mentalmente instabile nel 1978 a causa di un avvelenamento da mercurio che lo rese un vero tiranno, Johnson creò un piano di ricerca e sviluppo in tre stadi per dare successo alla sua compagnia. I primi due stadi, la "Contro-Manovra di Heimlich" e la "Take-A-Wish Foundation" (parodie rispettivamente della "Manovra di Heimlich" e della "Make-A-Wish Foundation"), furono dei fallimenti commerciali e portarono ad una indagine da parte del senato degli Stati Uniti.
Il comitato investigativo scoprì però l'enorme successo del terzo stadio, "un tunnel quantistico ad-hoc di dimensioni umane attraverso lo spazio fisico con possibili applicazioni come cornice doccia", bloccarono definitivamente l'indagine e diedero alla Aperture Science un contratto a tempo indeterminato per continuare le loro ricerche. Lo sviluppo di GLaDOS ("Genetic Lifeform and Disk Operating System, in italiano "Forma di Vita Genetica e Sistema Operativo su Disco"), incominciò nel 1986 in risposta al lavoro di Black Mesa su tecnologie portali. Una presentazione di diapositive può essere vista durante il gioco mentre svela come il compito originale di GLaDOS fosse quello di scongelare le linee del carburante, ma a differenza della versione di Black Mesa, aveva anche incorporato un sistema di operazioni-disco completamente funzionale che la rendeva grossomodo viva. A malapena trent'anni dopo, il lavoro su GLaDOS viene completato e l'IA, ancora non testata, viene attivata durante la prima giornata aziendale del "porta-tua-figlia-al-lavoro-oggi". Le registrazioni si interrompono in questo punto con una nota positiva.

### Centro di Arricchimento
La porzione del Centro di Arricchimento che Chell esplora durante il gioco suggerisce che faccia parte di una gigantesca installazione di ricerca. Nel momento in cui Portal è ambientato, la struttura sembra essere rimasta deserta da lungo tempo, nonostante molte delle sue attrezzature continuino a funzionare anche senza controllo umano. Poiché l'Aperture Science è presente nell'universo di Half-Life, non è ben chiaro in che momento di questa ambientazione questi eventi si siano verificati. Ad un certo punto, GLaDOS dice che il mondo è cambiato dall'ultima volta che (il giocatore) ha lasciato l'edificio, affermando di essere l'unica cosa rimasta tra "noi" e "loro", senza però scendere in ulteriori dettagli.
L'apparente abbandono della struttura potrebbe non essere completamente intenzionale da parte dello staff della Aperture Science. Nell'area finale del gioco, un telefono rosso con un grosso cavo fissato è presente su una scrivania presso la camera che ospita l'hardware di GLaDOS; il commento audio del gioco rivela che questo dettaglio è stato aggiunto per sembrare una misura di emergenza a disposizione degli impiegati nel caso in cui GLaDOS avesse cominciato a prendere il controllo della struttura. Il commento aggiunge che, ovviamente, questa misura di sicurezza non deve aver funzionato come previsto. Nel gioco tra l'altro, GLaDOS afferma di aver inondato la struttura con una neurotossina letale prima che gli impiegati della Aperture le installassero il suo "nucleo della moralità".
L'Aperture Science è inoltre menzionata durante Half-Life 2: Episode Two, in cui viene vista una nave rompighiaccio della corporazione, la Borealis, apparentemente scomparsa in misteriose circostanze, assieme a parte del suo molo di attracco. Durante il suo sviluppo, Half-Life 2 comprendeva un capitolo a bordo di questa nave, ma fu abbandonato e rimosso prima del lancio del gioco.

## Seguiti

### Portal: Still Alive
Portal: Still Alive, annunciato all'E3 2008 è una espansione esclusiva per Xbox Live Arcade, disponibile dal 22 ottobre. Sono presenti nuovi livelli (tratti da una versione amatoriale di Portal realizzata in Flash, Portal: The Flash Version, e nuovi obiettivi di gioco; la trama non viene espansa e non sono presenti nuovi dialoghi da parte di GLaDOS.

### Portal 2
Il seguito, intitolato semplicemente Portal 2, è stato annunciato da Valve il 5 marzo 2010; la prima data di pubblicazione era stata fissata per la fine del 2010, ma è stata spostata al 9 febbraio 2011 e quindi al 19 aprile 2011 in Nord America, il 21 aprile 2011 in Europa e il 22 aprile in Australia. Il gioco è disponibile per Windows, Mac OS X, Xbox 360 e PlayStation 3. L'annuncio è stato preceduto da un'operazione di marketing virale da parte di Valve, realizzata grazie a due aggiornamenti automatici di Portal tramite Steam. Con il primo, del 1º marzo, sono stati inseriti diversi riferimenti audio e video nascosti all'interno del gioco; con un secondo, avvenuto due giorni dopo, il finale è stato leggermente modificato.

## Accoglienza
| Rivista o Sito    | Punteggio |
| ----------------- | --------- |
| 1UP.com           | A         |
| Eurogamer         | 9/10      |
| Gamespot          | 9.0/10    |
| GameSpy           | 4.5/5.0   |
| IGN               | 8.2/10    |
| The Games Machine | 88%       |
| Punteggio totale  |           |
| Metacritic        | 90%       |
| Game Rankings     | 89,20%    |

Portal è stato accolto molto favorevolmente dalla critica specializzata, che ne ha apprezzato il peculiare stile di gioco e l'umorismo nero del quale è permeato. Eurogamer fa notare il "modo geniale" in cui il gioco sia stato inserito nella continuity di Half-Life; GameSpy sostiene che "quello che manca in longevità, Portal lo recupera in ironia". La breve durata del gioco è stata fonte sia di critiche sia di elogi. Ben Croshaw, recensore noto per i suoi giudizi piuttosto severi, ha commentato di "non riuscire a trovare nessun difetto".
In Italia il gioco è stato recensito, tra le altre pubblicazioni, da The Games Machine nel dicembre 2007, ricevendo un punteggio di 88%. Nel commento è possibile leggere che si tratta di "un piccolo capolavoro, unicamente gravato da una durata eccessivamente breve (siamo sulle tre ore di media) che grida vendetta".
Portal è stato accolto molto bene anche dal pubblico: in particolare si è formato un certo seguito al Cubo da Compagnia, nonostante si tratti di un oggetto inanimato. Sono stati realizzati peluche e papercraft, modding e torte. Jeep Barnett, uno dei programmatori di Portal, ha dichiarato che molti giocatori hanno detto a Valve di avere trovato più emozionante distruggere il Cubo da Compagnia piuttosto che proteggere le "sorelline" di BioShock.

### Premi
Portal ha ricevuto numerosi premi e riconoscimenti dalla sua uscita:
- Alla Game Developers Choice Awards, Portal ha vinto il premio Game of the Year insieme a quello di Innovation Award e Best Game Design[43].
- Il sito IGN ha premiato Portal come Best Puzzle Game nella categoria PC[44], Xbox 360[45] e in quella generale[46]; ha vinto anche il premio Most Innovative Design nella sezione PC[47] e in quella generale[48], oltre che a Best End Credit Song (per "Still Alive") per Xbox 360[49].
- Nel suo Best of 2007, Gamespot ha premiato The Orange Box (e Portal in particolare) con quattro riconoscimenti: Best Puzzle Game[50], Best New Character(s) (per GLaDOS)[51], Funniest Game[52] e Best Original Game Mechanic (per l'arma Portal Gun)[53].
- Il sito 1UP.com lo ha premiato con i premi Game of the Year (PC), Best Narrative (PC), e Best Innovation (PC e console)[54].
- La rivista GamePro ha premiato il gioco per il Most Memorable Villain (GLaDOS) nella sua Editors' Choice 2007 Awards[55].
- Portal è stato inoltre premiato come Game of the Year da Joystiq[56], Good Game[57], The A.V. Club[58] e Shacknews[59] e come Most Original Game da X-Play[60].
- Eurogamer lo ha messo al primo posto nella sua classifica Top 50 Games of 2007[61].
- Il webcomic Penny Arcade ha dato a Portal i premi Best Soundtrack, Best Writing e Best New Game Mechanic nell'edizione 2007 di We're Right[62].
- Nei premi italiani Italian VideoGame Award ha vinto i premi Miglior Puzzle e quello Innovazione[63].

### Film
L'idea di un film sul gioco era già stata menzionata da Gabe Newell nel DICE 2013. Nel 2021 il produttore J. J. Abrams ha dichiarato a IGN che si sta lavorando alla stesura di un film su Portal.